# FK Chaskowo
Der FK Chaskowo war ein bulgarischer Fußballverein. 1978 stieg die Wettkampfmannschaft des 1957 gegründeten Klubs erstmals in die Parwa liga auf, wo sie in den nächsten anderthalb Jahrzehnten insgesamt sechs Spielzeiten verbrachte. Nach dem zwischenzeitlichen Absturz kehrte der Klub 2014 noch einmal in die Erstklassigkeit zurück, nach dem direkten Wiederabstieg erhielt der Klub keine Lizenz und wurde später aufgelöst.

## Geschichte
1957 wurde der Klub unter dem Namen Dimitar Kanew Chaskowo neu gegründet, der Klub gilt als Nachfolger des 1922 gegründeten FK Botew Chaskowo, der später als Bulgaria, Rodina, Dinamo, Spartak und Ashika antrat. Bereits in der folgenden Spielzeit trat er in der B grupa an, wo er sich nach dem Wiederaufstieg 1962 etablierte. Zehn Jahre später erfolgte die Umbenennung in FK Chaskowo, unter dem neuen Namen gewann er 1978 mit neun Punkten Vorsprung auf Vorjahresabsteiger Minjor Pernik die Zweitligameisterschaft. Die A grupa erwies sich jedoch als zu schwierig, gemeinsam mit Akademik Sofia folgte als Tabellenschlusslicht der direkte Wiederabstieg. Nach einem dritten Tabellenplatz folgte 1981 vor Lokomotive Plowdiw der Wiederaufstieg. In der Spielzeit 1981/82 erreichte die Mannschaft mit dem achten Platz ihr bestes Ergebnis, im folgenden Jahr erreichte sie erst in der Relegation gegen Osam Lowetsch den Klassenerhalt. Während die Mannschaft in der Meisterschaft 1984 erneut abgeschlagen war, erreichte sie im bulgarischen Pokalwettbewerb das Semifinale, wo sie sich auswärts beim Ligakonkurrenten Botew Plowdiw erst im Elfmeterschießen geschlagen geben musste.
1990 schaffte FK Chaskowo in der nun in einer Staffel ausgetragenen B grupa hinter Jantra Gabrowo und Minjor Pernik den erneuten Erstligaaufstieg, beendete aber zum dritten Mal eine Spielzeit in der A grupa als Tabellenletzter. Als Zweitligameister stieg der Verein gemeinsam mit Spartak Warna direkt wieder auf, belegte aber mit Schlusslicht FK Sliwen abermals nur einen Abstiegsplatz. Lange Zeit platzierte er sich noch in der vorderen Tabellenhälfte, ehe er rund um das Jahr 2000 in Abstiegsgefahr geriet und 2001 bei einer Reduzierung der Anzahl der Zweitligamannschaften zum ersten Mal seit der ersten Spielzeit der Vereinsgeschichte wieder drittklassig antreten musste. 2005 gelang die Rückkehr in die wieder in zwei Staffeln ausgetragene zweite Liga, wo die Mannschaft einen Punkt hinter FK Mariza Plowdiw die Relegationsspiele zum direkten Durchmarsch in die höchste Spielklasse verpasste. Nach einem erneuten dritten Platz in der Folgespielzeit stieg der Klub wieder ab.
2013 kehrte Chaskowo in die B grupa zurück und schaffte gemeinsam mit Mitaufsteiger Marek Dupniza den Durchmarsch in die erste Liga. Die beiden belegten dort jedoch die beiden letzten Plätze. Nachdem der Klub keine Lizenz für die zweite Liga erhalten hatte, trat er zunächst nicht mehr im Ligabetrieb an, ehe er ab 2018 in der vierthöchsten Spielklasse antrat. Der Klub stieg direkt in die W Grupa auf, wurde aber in der Mitte der Spielzeit 2019/20 vom Spielbetrieb ausgeschlossen.
Der 2012 in Gorski Izvor gegründete und 2021 von Eigentümer Sayana nach Chaskowo verlegte FC Sayana Chaskowo übernahm die Infrastruktur des Klubs, inklusive des Dimitar-Kanew-Stadions.